# 成恒鎮家
成恒 鎮家（なりつね しげいえ）は、戦国時代から安土桃山時代にかけての武将。大友氏の家臣。豊前国田嶋崎城主。

## 略歴
成恒清種の子として生まれる。成恒氏は豊前国上毛郡成恒名（現在の福岡県築上郡上毛町）の地頭を務めた相良氏の代官で、南北朝時代には北朝、室町時代には大内氏に属したが、弘治2年（1565年）、鎮家のときに大友義鎮に服属し、田嶋崎城に拠った。
天正6年（1578年）、耳川の戦いの敗戦で大友氏が衰退したことにより、天正9年（1581年）、反大友勢力の野中鎮兼に田嶋崎城を攻められ落城、このとき父・清種は自刃するが、鎮家・統忠父子は賀来統直の砦に籠城して応戦し、大友義統から感状を得た。
天正14年（1586年）、豊臣秀吉の九州征伐に際し、鎮家は時枝城で羽柴秀長を迎えこれに従うが、天正16年（1588年）、黒田孝高の入封に抵抗して敗れ、所領を失った。